# Stig Ramsing
Stig Ramsing (født 29. februar 1948 på Frederiksberg) er en dansk skuespiller.

## Karriere
Han havde debut som skuespiller på Jomfru Ane Teatret i Aalborg 1970-71. Han var desuden manuskriptforfatter til bl.a. den danske film fra 1977, Side om side for rødt, som han også instruerede.
Debuterede som forfatter til tv-spillet 'tilløkke Herbert'(1974) med Otto Brandenburg i hovedrollen, der fik stor succes.

## Filmografi
- Frakken (1980)
- Kniven i hjertet (1981)
- Belladonna (1981)
- Hvor er Alice? (1981).